# 小行星4101
小行星4101（4101 Ruikou）是一颗围绕太阳公转的小行星。1988年2月8日，關勉在藝西天文台发现了此天体。
小行星以日本思想家黑岩淚香命名。
这颗小行星的绝对星等为339.18272等。